# De legende van Familie Vos
De legende van Familie Vos is een Nederlandse film uit 2024 van Lucio Messercola, geregisseerd door Bob Wilbers. Het is het vervolg op De Expeditie van Familie Vos en speelt zich wederom af in de Efteling.

## Verhaal
Parkdirecteur Indra houdt een toespraak bij de Dance Macabre, die een nieuwe fase van verbouwing ingaat.  Aan het einde van de toespraak spreekt ze Teun nog aan en vertelt hem, dat hij de komende twee weken haar dochter Jamie op sleeptouw mag nemen. Daarna, terwijl ze terugloopt naar haar kantoor, wordt ze aangesproken door Ronny Ruygh, die zijn diensten aanbiedt als spokenjager. Zijn aanbod wordt afgeslagen, waarna 's nachts bewaker Cor wordt aangevallen door een spook. Desondanks gelooft Indra nog steeds niet dat er spoken zijn en weigert Ronny in te huren. Ronny weet echter Teun en Jamie over te halen hem te helpen bij een spokenjacht.

## Rolverdeling
| Acteur                       | Personage   | Opmerking                    |
| ---------------------------- | ----------- | ---------------------------- |
| Manoushka Zeegelaar Breeveld | Indra       | Parkdirecteur                |
| Frederik Brom                | Rikkert     | Oom van Teun                 |
| Edo Brunner                  | Cor         | Efteling bewaker             |
| Clara Cleymans               | Moniek      |                              |
| Elly de Graaf                | Oppas       |                              |
| Raymonde de Kuyper           | Tante Ada   | Tante van Teun               |
| Lucio Messercola             | Bewaker     |                              |
| Levi Otto                    | Teun        | Hoofdrolspeler               |
| Imani Ristie                 | Jamie       | dochter van de parkdirecteur |
| Buddy Vedder                 | Ronny Ruygh |                              |